# Super Tipo Veloz
Super Tipo Veloz es una tipografía diseñada por Joan Trochut y aparecida en 1942 en el segundo cuaderno del Archivo Documentario de Arte Moderno (NOVADAM). Fue producida en la fundición tipográfica Iranzo. Originariamente fue llamada Sphlex, aunque antes de ser presentada en sociedad se le cambió el nombre por Super Tipo Veloz.
Destacó por ser una colección de tipos combinables, diseñados con la finalidad de cubrir las necesidades tipográficas, decorativas y publicitarias de cualquier pequeño impresor, pues el método compositivo que traía consigo permitía diseñar tipos de letra (alfabetos), logotipos o ilustraciones, reduciendo los costes de producción a la vez que se conseguían unos resultados dignos. Las formas del Super Tipo Veloz se inspiraban en las ideas de la modernidad.